# Ali Wong
Alexandra "Ali" Wong (San Francisco, California; 19 de abril de 1982) es una actriz, comediante y escritora estadounidense, reconocida por sus especiales de comedia en vivo para Netflix Baby Cobra y Hard Knock Wife y por su participación en las series de televisión American Housewife, Are You There, Chelsea?, Inside Amy Schumer, Black Box, Tuca & Bertie y Bronca.

## Filmografía

### Como actriz
| Año       | Título                                                   | Personaje                     | Observaciones     |
| --------- | -------------------------------------------------------- | ----------------------------- | ----------------- |
| 2011      | Breaking In                                              | Ana Ng                        | 3 episodios       |
| 2012      | Are You There, Chelsea?                                  | Olivia                        | 12 episodios      |
| 2012      | Savages                                                  | Claire                        |                   |
| 2013      | Dealin' with Idiots                                      | Katieie                       |                   |
| 2014      | Black Box                                                | Lina Lark                     | 13 episodios      |
| 2014–2015 | Inside Amy Schumer                                       | Varios                        | 3 episodios       |
| 2015      | BoJack Horseman                                          | Maddy                         | 1 episodio        |
| 2016      | Animals.                                                 | Dana                          | 1 episodio        |
| 2016      | The Angry Birds Movie                                    | Betty Bird                    |                   |
| 2016      | American Housewife                                       | Doris                         | Reparto regular   |
| 2017      | Fresh Off the Boat                                       | Margot                        | 1 episodio        |
| 2017      | The Lego Ninjago Movie                                   | General Olivia                |                   |
| 2017      | Father Figures                                           | Ali                           |                   |
| 2018      | Ralph Breaks the Internet                                | Felony                        |                   |
| 2018      | OK K.O.! Let's Be Heroes                                 | Twisty                        | 1 episodio        |
| 2018      | Ask the Storybots                                        | Brain                         | 1 episodio        |
| 2019      | Tuca & Bertie                                            | Bertie                        | Reparto regular   |
| 2019      | Quizás para siempre                                      | Sasha                         |                   |
| 2020      | Birds of Prey                                            | Ellen Yee                     |                   |
| 2020      | Onward                                                   | Gore                          |                   |
| 2020      | Love, Victor                                             | Srta. Thomas                  | Recurrente        |
| 2020      | Phineas and Ferb the Movie: Candace Against the Universe | Super Super Gran Doctor (voz) |                   |
| 2022      | Paper Girls                                              | Erin (adulta)                 | Recurrente        |
| 2023      | Beef                                                     | Amy Lau                       | Protagónico       |
| 2024      | Jentry Chau contra el inframundo                         | Jentry Chau                   | Protagónico (voz) |

### Otras apariciones
| Año  | Título                    | Observaciones       |
| ---- | ------------------------- | ------------------- |
| 2012 | Chelsea Lately            | 9 episodios         |
| 2013 | Hey Girl                  | 5 episodios         |
| 2013 | Best Week Ever            | 16 episodios        |
| 2016 | Ali Wong: Baby Cobra      | Especial de comedia |
| 2017 | Bill Nye Saves The World  | 1 episodio          |
| 2018 | Ugly Delicious            | 1 episodio          |
| 2018 | Ali Wong: Hard Knock Wife | Especial de comedia |
| 2022 | Ali Wong: Don Wong        | Especial de comedia |
| 2024 | Ali Wong: Single Lady     | Especial de comedia |